# Georges Mauduit
Pour les personnes ayant le même patronyme, voir Mauduit.
Georges Mauduit, né le 3 décembre 1940 à Chambéry, est un skieur alpin français originaire de la station de Méribel.
En 2014, il s'occupe toujours de son magasin d'articles de sport dans la station de Méribel.
Il a été nommé chevalier de la Légion d'honneur le 1er janvier 2009.

## Palmarès

### Jeux olympiques d'hiver
| Épreuve / Édition | Descente | Slalom géant | Slalom |
| JO 1968 Grenoble  | —        | 9e           | —      |

### Championnats du monde
| Épreuve / Édition      | Descente | Slalom géant | Slalom | Combiné |
| Mondiaux 1966 Portillo | —        | Argent       | —      | —       |
| JO 1968 Grenoble       | —        | 9e           | —      | —       |

### Coupe du monde
Georges Mauduit se classe cinquième du classement général de la Coupe du monde en 1967. Il se classe par ailleurs 2e de la coupe du monde de slalom géant. Georges Mauduit est monté à sept reprises sur le podium et compte une victoire en Coupe du monde.

#### Différents classements en Coupe du monde
| Saison / Épreuve | Saison / Épreuve | Général | Général | Slalom | Slalom | Slalom géant | Slalom géant |
| ---------------- | ---------------- | ------- | ------- | ------ | ------ | ------------ | ------------ |
| Saison / Épreuve | Saison / Épreuve | Class.  | Points  | Class. | Points | Class.       | Points       |
| 1967             | 1967             | 5e      | 82      | 11e    | 22     | 2e           | 60           |
| 1968             | 1968             | 11e     | 57      | 23e    | 6      | 4e           | 51           |
| 1969             | 1969             | 38e     | 6       |        |        | 23e          | 6            |
| 1970             | 1970             | 32e     | 18      |        |        | 14e          | 18           |

#### Détail des victoires
| Saison / Épreuve | Slalom géant  | Total |
| 1967             | Berchtesgaden | 1     |
| Total            | 1             | 1     |

### Arlberg-Kandahar
- Meilleur résultat : 6e place dans la slalom 1963 à Chamonix

### Championnats de France
Georges Mauduit a été Champion de France dans les 4 disciplines que comportait le ski à cette époque :
- Champion de France de Descente en 1968
- Champion de France de Slalom Géant en 1963 et 1968
- Champion de France de Slalom Spécial en 1965
- Champion de France du Combiné en 1965 et 1968

## Anecdotes
Une piste rouge a été nommée à son nom au sein du domaine skiable de Méribel : la Mauduit. C'est notamment à l'intersection de cette piste avec la piste "Biche" que le pilote de Formule 1 Michael Schumacher a eu son grave accident en 2013. 

## Distinctions
- Chevalier de l'ordre national du Mérite (décret du 15 septembre 1971)
- Officier de l'ordre national du Mérite (décret du 14 mars 2003)[3]
- Chevalier de la Légion d'honneur (décret du 31 décembre 2008)[4]